# SN 1998cb
SN 1998cb – supernowa odkryta 28 kwietnia 1998 roku w galaktyce A104016-0615. W momencie odkrycia miała maksymalną jasność 20,00m.